# 富原站
富原站（日语：／ Tomihara eki */?）是位於岡山縣真庭市若代，西日本旅客鐵道（JR西日本）的姬新線車站。

## 歷史
- 1930年（昭和5年）12月11日 - 作備線 中國勝山至岩山之間開業，此站啟用。
  - 當時車站地址為岡山縣真庭郡富原村（日语：富原村 (岡山県)）若代。
- 1936年（昭和11年）10月10日 - 作備線成為姬新線一部分，此站成為姬新線車站。
- 1955年（昭和30年）4月1日 - 隨著勝山町（日语：勝山町 (岡山県)）（第三次）成立，車站地址變為岡山縣真庭郡勝山町若代。
- 1973年（昭和48年） - 成為無人車站[1]。
- 1987年（昭和62年）4月1日 - 伴隨國鐵分割民營化，車站由西日本旅客鐵道（JR西日本）營運。隨後由勝山町委託管理車站[1]。
- 1994年（平成6年）6月 - 翻新車站大樓[1]。
- 2005年（平成17年）3月31日 - 隨著真庭市成立，車站地址變為岡山縣真庭市若代。
- 2019年（令和元年）10月1日 - 成為無人車站[2]。

## 車站構造

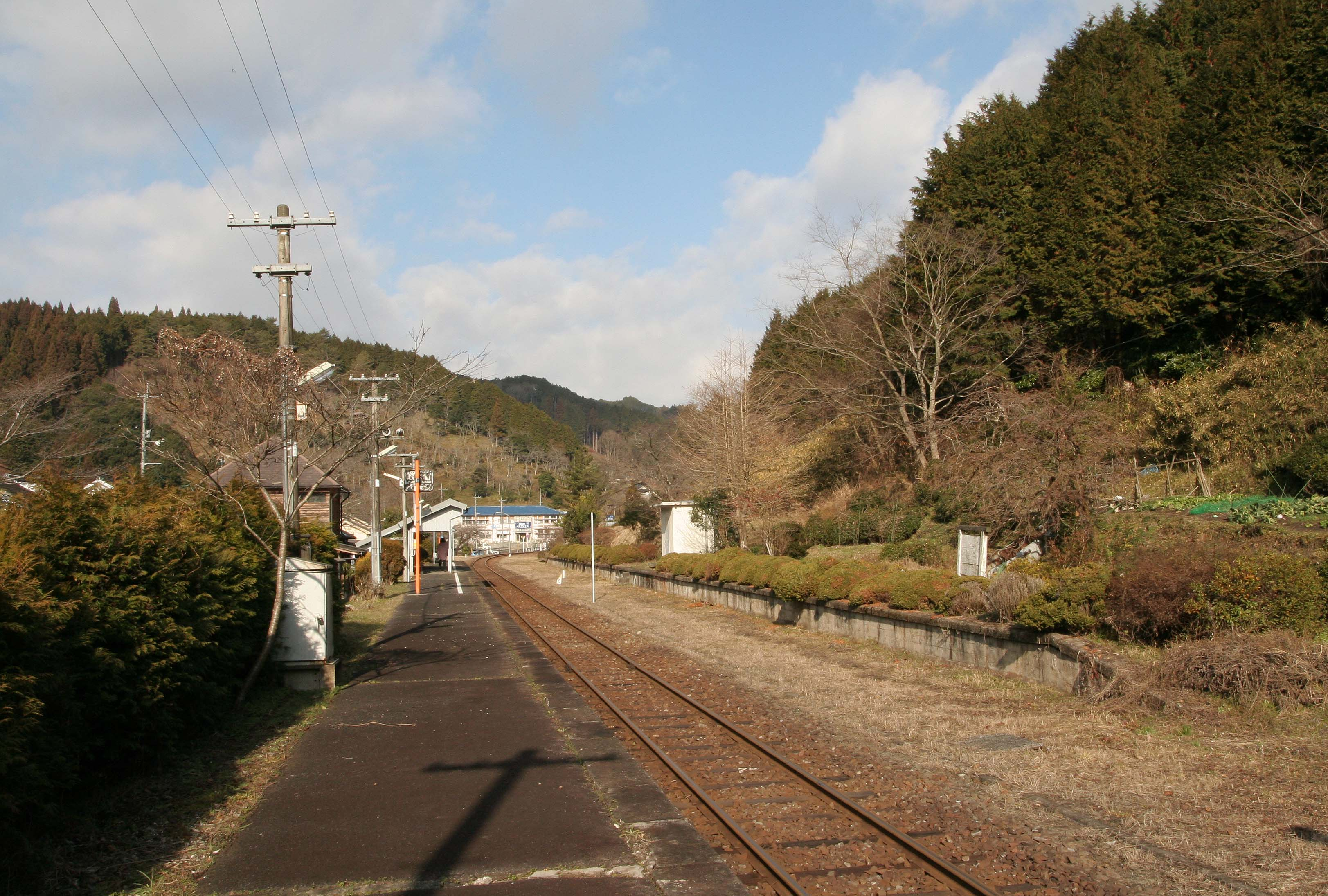
站內（2008年1月3日）

車站是一座地面車站，設有1面1線的單式月台，新見方向的列車會開啟左邊車門。新見方向和津山方向的列車使用同一月台。曾經此站設有2面2線的相對式月台，現時對面的路軌已經撤走。車站大樓與月台之間設有高度差。月台上部分位置設有古老木造上蓋。
車站大樓在1994年建成，由勝山町支付工程費用2400萬日圓，大樓為一座屋頭為廡殿頂的平房。
此站是由新見站管理的無人車站。在2019年9月30日前，此站為簡易委託車站，車站大樓內可發售常備券。

## 使用狀況
以下為近年1日平均乘車人次列表。
| 年度 | 1日平均 乘車人次 |
| ---- | ---------------- |
| 1999 | 115              |
| 2000 | 103              |
| 2001 | 115              |
| 2002 | 99               |
| 2003 | 125              |
| 2004 | 89               |
| 2005 | 83               |
| 2006 | 74               |
| 2007 | 68               |
| 2008 | 71               |
| 2009 | 60               |
| 2010 | 56               |
| 2011 | 56               |
| 2012 | 55               |
| 2013 | 44               |
| 2014 | 41               |
| 2015 | 35               |
| 2016 | 34               |
| 2017 | 31               |
| 2018 | 28               |

## 車站周邊
- 若代郵局
- 神谷川

## 相鄰車站
西日本旅客鐵道（JR西日本）
 姬新線
■快速
通過
■普通
月田－富原－刑部

## 注腳
1. 1 2 3 4  . 交通新聞 (交通新聞社). 1994-06-16: 3.
2. ↑  .   [2020-06-16]. （原始内容存档于2020-12-09） （日语）.
3. ↑  岡山縣統計年報 （页面存档备份，存于）（日語）

## 外部連結
- 富原｜車站資訊：JR出門網 - 西日本旅客鐵道（日語）